# Эффект Кребтри
Эффект Кребтри  (репрессия глюкозой) — торможение дыхания и активация брожения у дрожжей в высокосахаристой среде. Назван в честь английского биохимика Герберта Грейса Кребтри.
Как известно, кислород тормозит брожение (эффект Пастера). Однако некоторые расы дрожжей вырабатывают этанол и в аэробных условиях, если среда содержит достаточно большое количество сахаров. Поскольку спирт для дрожжей ядовит, это замедляет их размножение и ограничивает продуктивность дрожжевого производства. Повышение концентрации глюкозы ускоряет гликолиз, что приводит к образованию заметных количеств АТФ по пути субстратного фосфорилирования. Это уменьшает потребность в окислительном фосфорилировании, происходящем в ЦТК через цепь переноса электронов и, следовательно, уменьшает потребление кислорода. Явление, как полагают, развилось как механизм конкуренции (в связи с антисептической природой этанола) примерно в то время, когда первые плоды на Земле упали с деревьев.